# 캐나다 훈장

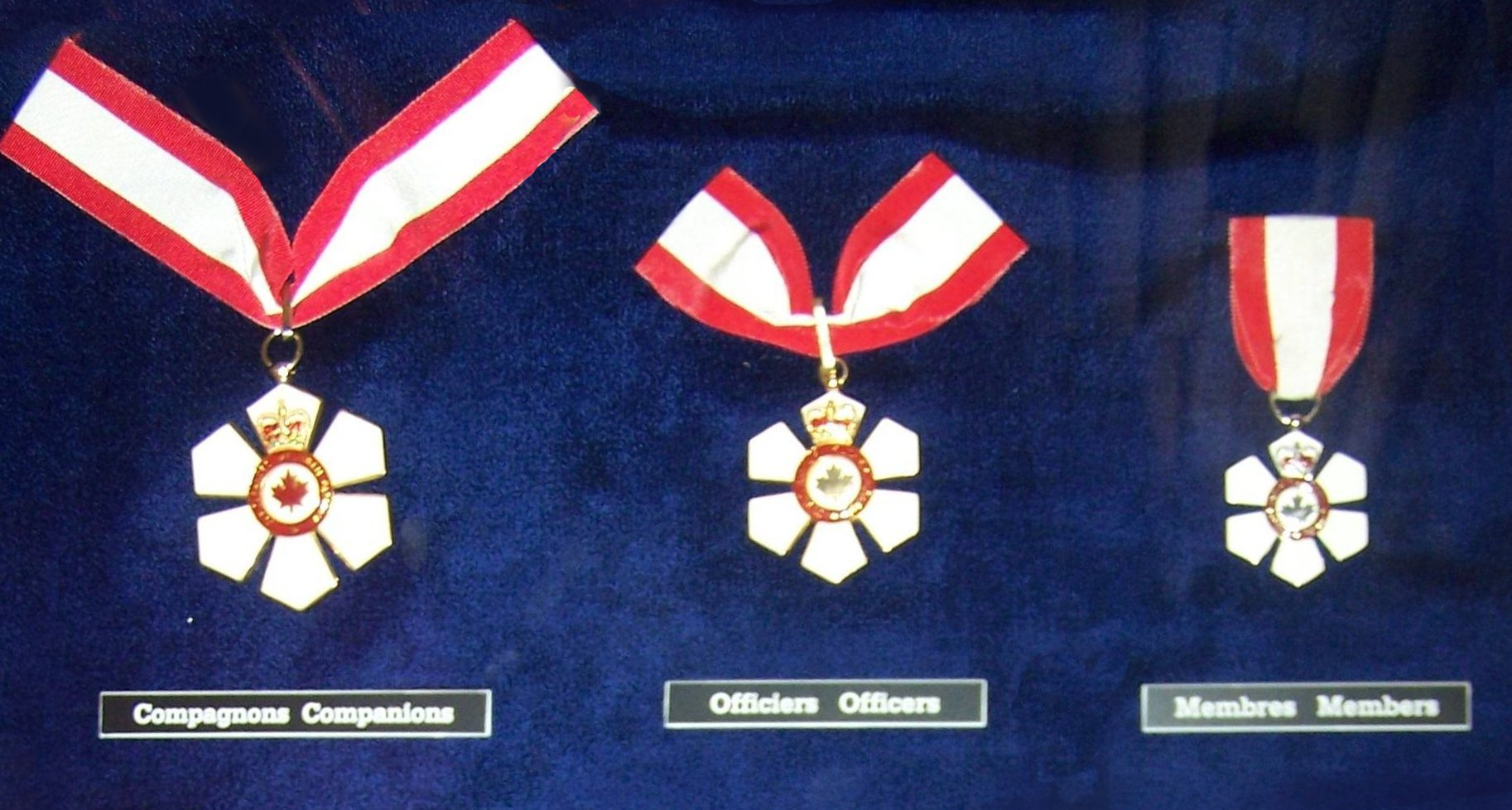

캐나다 훈장(영어: Order of Canada, 프랑스어: Ordre du Canada)은 캐나다에서 민간인이 받을 수 있는 최고위의 훈장이다. 훈장의 라틴어 모토 “Desiderantes meliorem patriam(보다 좋은 국가를 바란다)”가 나타내는 것처럼, 국가적 공로가 큰 인물에게 주어진다.

## 개요
캐나다에서 전 생애에 걸쳐 공적을 남긴 캐나다인을 기리기 위해서, 캐나다 자치령 성립 100주년을 기념하여 1967년에 레스터 피어슨 총리의 제언 아래 창설되었다. 이 훈장은 캐나다인이 아니라도 세계에 공헌한 인물에게 주어질 수 있으며, 음악가, 정치가, 예술가, 탤런트, 자선사업가 등에게도 주어진다. 영국 연방의 수장이자 캐나다의 국왕인 엘리자베스 2세가 훈장의 공식 부여자로 되어 있고, 그 대리로서 캐나다의 총독이 부여한다. 2011년 현재까지 5,837명이 수훈했다.

## 등급
캐나다 훈장에는 3가지 등급이 있다. 각각의 수훈자는 이름 뒤에 훈장의 약칭을 부기할 수 있다.
1. 동반자 (Companions of the Order of Canada, CC):
최고등급. 매년 최대 15명에게 주어질 수 있으나, 생존자로 165명이라는 정원이 있다.
2. 장교 (Officers of the Order of Canada, OC): 매년 최대 64명에게 주어질 수 있다.
3. 구성원 (Members of the Order of Canada, CM): 매년 최대 136명에게 주어질 수 있다.
4. 명예 캐나다 훈장(캐나다 국적이 없는 외국인 대상): 매년 최대 5명에게 주어질 수 있다.

## 디자인
훈장의 디자인은 눈의 결정을 본뜬 것이다. 컴패니언과 오피서는 금박, 멤버는 은박이다. 훈장 중앙에는 컴패니언에는 빨간 에나멜, 오피서에는 금색, 멤버에는 은색의 단풍잎 무늬가 곁들여져 있다.

## 주요 수훈자
- 동반자
운동 선수 겸 인도주의자 테리 폭스, 음악가 조니 미첼 · 레너드 코언 · 셀린 디옹, 철학자 찰스 테일러, 작가 존 랠스톤 소울, 아이스하키 선수 웨인 그레츠키 등.
- 장교
음악 프로듀서 데이비드 포스터, 음악가 닐 영 · 로비 로버트슨 · 브라이언 애덤스 · 게디 리 · 앨릭스 라이프슨 · 닐 퍼트 · 샤니아 트웨인 · 세라 매클라클런, 영화 감독 데이비드 크로넌버그, 영화 배우 흄 크로닌 · 도널드 서덜랜드, 소프트웨어 개발자 제임스 고슬링, 축구 선수 크리스틴 싱클레어 등.
- 구성원
 복싱 선수 레녹스 루이스, 육상 선수 벤 존슨, 프랜시스 올덤 켈시.
- 외국인 수훈자
남아프리카 공화국의 넬슨 만델라 전 대통령, 부트로스 부트로스갈리 UN 전 사무총장, 미국의 경제학자 존 케네스 갤브레이스, 미국의 아나운서 피터 제닝스 등.